# Takashi Takusagawa
Takashi Takusagawa (Tokyo, 12 februari 1981) is een voormalig Japans voetballer.

## Carrière
Takashi Takusagawa speelde tussen 1999 en 2002 voor Avispa Fukuoka en Shonan Bellmare.

## Statistieken
| Japan   | Japan           | Japan       | League | League | Emperor's Cup | Emperor's Cup | J-League Cup | J-League Cup | Totaal | Totaal |
| Seizoen | Club            | League      | Wed.   | Goals  | Wed.          | Goals         | Wed.         | Goals        | Wed.   | Goals  |
| ------- | --------------- | ----------- | ------ | ------ | ------------- | ------------- | ------------ | ------------ | ------ | ------ |
| 1999    | Avispa Fukuoka  | J. League 1 | 0      | 0      |               |               |              |              | 0      | 0      |
| 2000    | Avispa Fukuoka  | J. League 1 | 2      | 0      |               |               |              |              | 2      | 0      |
| 2001    | Shonan Bellmare | J. League 2 | 0      | 0      |               |               |              |              | 0      | 0      |
| 2002    | Shonan Bellmare | J. League 2 | 0      | 0      |               |               | -            | -            | 0      | 0      |
| Totaal  | Totaal          | Totaal      | 2      | 0      | 0             | 0             | 0            | 0            | 2      | 0      |